# Berlot
Berlot je priimek v Sloveniji, ki ga je po podatkih Statističnega urada Republike Slovenije na dan 1. januarja 2010 uporabljalo 174 oseb in je med vsemi priimki po pogostosti uporabe uvrščen na 2.516. mesto.

## Znani nosilci priimka
- Alenka Berlot Košiček, svetovalka za partnerske odnose
- Anton Berlot (1880 - 1940), duhovnik, dekan; kulturni delavec, član vrhovnega sveta krščanskih organizacij Julijske krajine
- Benjamin Berlot (*1990), motokrosist
- Gašper Berlot (*1990), nordijski kombinatorec
- Ivan Berlot (*1949), ljubiteljski igralec
- Josip Berlot, španski borec
- Lučka Berlot, "Lučka-bučka", likovna pedagoginja in ustvarjalka, mdr. svetil iz siporexa
- Rok Berlot, zdravnik nevrolog
- Tone (Anton) Berlot (1897 - 1986?), skladatelj, glasbenik, slikar, pesnik, etrurolog, poliglot
- Uršula Berlot Pompe (*1973), slikarka, vizualna umetnica in teoretičarka